# Comic in Polen
In Polen wurden Comics bereits vor dem Zweiten Weltkrieg in Tageszeitungen abgedruckt. Der allererste eigene polnische Comic-Held war der 1933 zum Leben erwachte Ziegenbock Koziołek Matołek von Zeichner Marian Walentynowicz und Texter Kornel Makuszyński.

## Geschichte

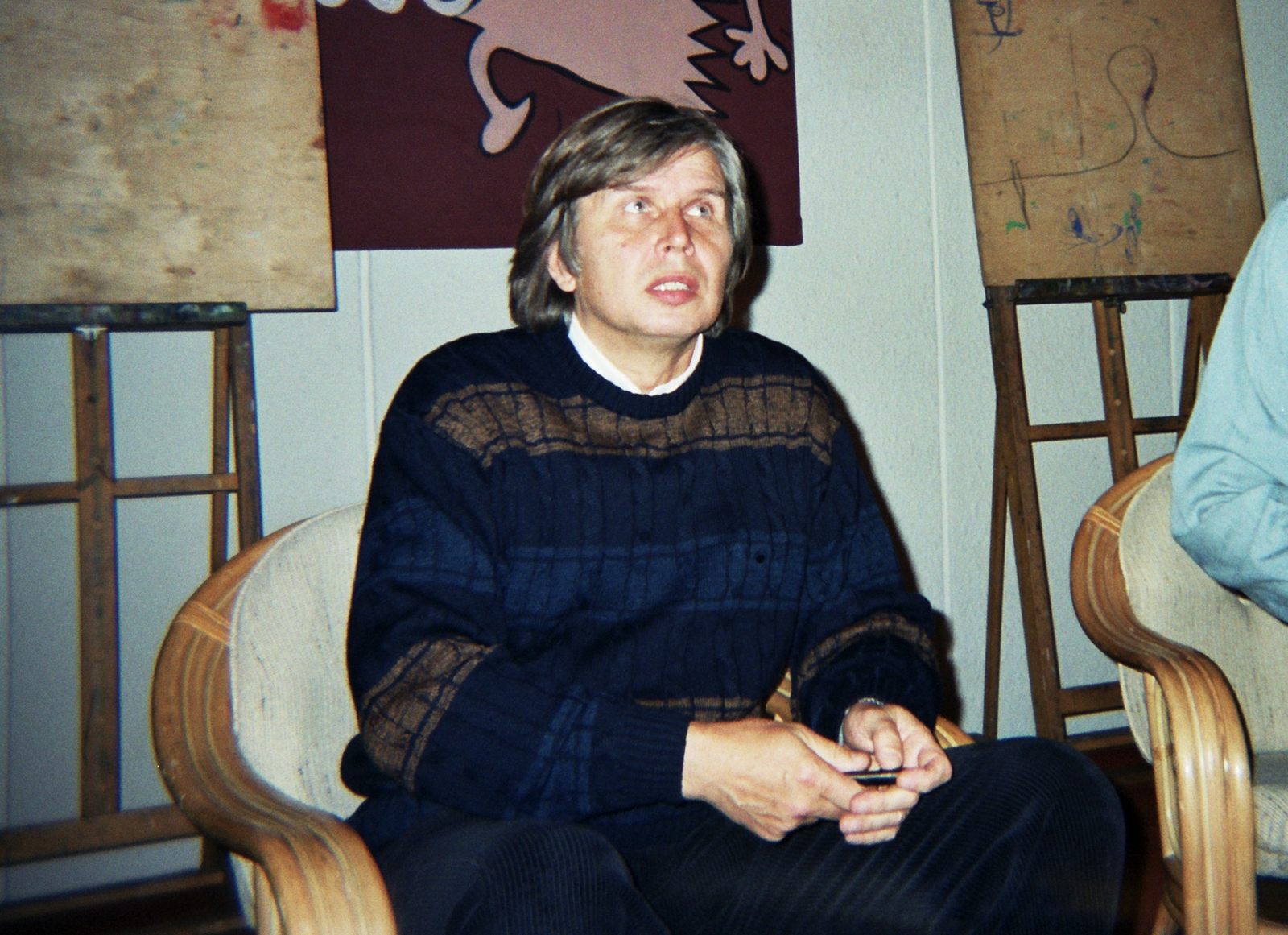
Tadeusz Baranowski

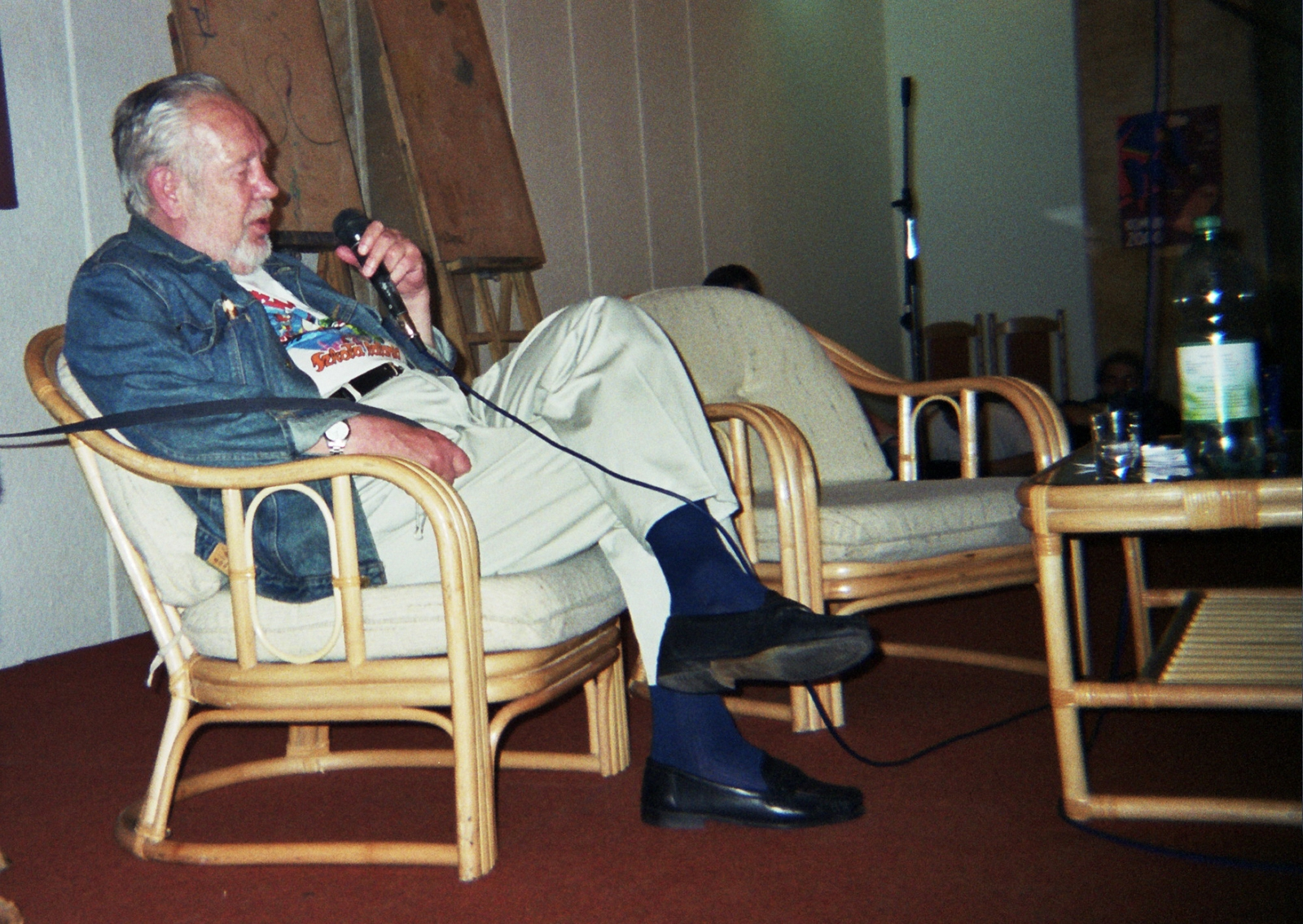
Janusz Christa

Im großen Stil wurden Comics in Polen allerdings erstmals in den späten 1940er Jahren in Form von Heften oder Taschenbüchern veröffentlicht. Optischen und literarischen Einfluss auf die frühen Publikationen hatten dabei vor allem die US-amerikanischen Werke der 1930er und 1940er Jahre. Lizenzveröffentlichungen gab es kaum, meist waren veröffentlichte Comics ab den 1940ern eigene Produktionen polnischer Zeichner und Autoren. Der restliche europäische Comic erlangte erst Jahre später Einfluss auf die Comicschaffenden in Polen.
Zu den Comics der Zeit von 1948 bis zur Wende 1989 gehörten in erster Linie besonders idealistische und politisch engagierte Titel aus eigener Produktion, wie die heutige Kultserie Kapitan Żbik und eher bildende Serien, wie Historia Państwa Polskiego (dt. Die Geschichte des polnischen Staates). Wichtigster Vertreter von anspruchsvolleren Comics mit einem surrealistischen Humor war zu der Zeit Tadeusz Baranowski. Doch auch andere Comics, die eher auf Unterhaltung hinaus zielten, besaßen ihren festen Platz. Zu diesen zählten u. a. die Comicserien Tytus, Romek i A'Tomek von Papcio Chmiel für jüngere Leser (entfernt vergleichbar mit den Abrafaxen aus der DDR), Kapitan Kloss, eine Serie über einen polnischen Geheimagenten, der als Wehrmachtsoffizier Aufträge für die Sowjetische Armee im Dritten Reich erfüllt, die Funnyserien Kajko i Kokosz und Kajtek i Koko w Kosmosie (dt. Kajtek und Koko im Weltraum) von Janusz Christa sowie die Science-Fiction-Reihe Funky Koval von Jacek Rodek, die bedeutend und wegweisend für die Entwicklung des Mediums in Polen werden sollten.
Neben zahlreichen Comics wurde auch eine Reihe richtiger Fachmagazine und anderer Sekundärliteratur veröffentlicht. Zu einem der wichtigsten der kommunistischen Ära zählt das Magazin Relax, welches beispielsweise mit dem deutschen Comicmagazin Zack vergleichbar ist.
In Relax wurden neben Fachartikeln und Rezensionen auch zahlreiche Comicstrips von heute namhaften Künstlern veröffentlicht und teilweise auch speziell dafür produziert. So machten z. B. Autoren und Zeichner, wie Grzegorz Rosiński, der später durch die frankobelgische Fantasyserie Thorgal weltweites Ansehen erlangte, und Bogusław Polch, dessen Werk Bogowie z Kosmosu (dt. unter dem Titel Das Ende der Götzen erschienen) in mittlerweile mehr als fünfzehn Sprachen übersetzt wurde, über dieses Magazin Karriere.
Neben Relax befanden sich jede Menge anderer Zeitschriften auf dem Markt, die entweder in Kiosks, am Bahnhof oder im Buchhandel erhältlich waren, wie auch das schlicht benannte Magazin Komiks, das neben heimischen Comicstrips auch erstmals ausländische Titel herausbrachte.
Nach der Wende 1989 entwickelte sich ein plötzlicher Comicboom in Polen. Innerhalb der ersten drei Jahre bildeten sich Dutzende von kleinen und größeren Verlagen, die entweder eigene Reihen produzierten oder lizenzierte Serien aus dem Ausland veröffentlichten. Erstmals wurden auch verstärkt US-amerikanische und zahlreiche frankobelgische Comics veröffentlicht, die zuvor nur vereinzelt anzutreffen waren.
Seit Mitte der 1990er Jahre ist der Comic ein fester Bestandteil der polnischen Literaturszene. Junge Nachwuchskünstler werden durch verschiedene private und auch staatliche Aktionen gefördert. In Krakau und Warschau haben sich feste Comicfestivals etabliert. Zudem finden in Łódź und Warschau alljährlich Messen, wie das Internationale Festival des Comics statt, bei dem bereits internationale Größen, wie Moebius oder Milo Manara gastierten. Zahlreiche Fanzines halten die unabhängige Comicszenen am Leben. Wichtigste Vertreter sind AQQ und Ziniol, die am Kiosk und im Buchhandel verkauft werden. Letzteres veröffentlicht zudem regelmäßig Comics aus deutscher Produktion.

## Heutige Situation
Gesellschaftlich war und ist der Comic nicht als Schundliteratur gebrandmarkt und hatte auch nicht die Schwierigkeiten sich durchzusetzen, wie im Rest des ehemaligen Ostblocks oder gar einigen Ländern Westeuropas. Die Funktionäre der kommunistischen Regierungspartei PZPR nutzten sogar das Medium zu Lern- und Propagandazwecken.
Derzeit spielen vor allem die einheimischen Comicschaffenden eine wichtige Rolle. Sie veröffentlichen innovative und teils sehr künstlerische Comics, was ihnen besonders durch moderne Wege zum Kunden ermöglicht wird. So findet sich in jeder Stadt mindestens ein Multimediaanbieter, meist Buchhandlungen der Kette Empik, in der es Comics sämtlicher Verlage zu kaufen gibt. Die wichtigsten dieser Verlagshäuser sind der in Breslau gegründete Verlag Mandragora, der auch in Deutschland bekannte Warschauer Verlag Kultura Gniewu, der bereits einige deutsche Comicproduktionen in Polen veröffentlicht hat und die polnische Tochterfirma des dänischen Verlagskonzerns Egmont Ehapa. Auch Comicadaptionen von polnischen Literaturklassikern, wie beispielsweise von Nobelpreisträger Henryk Sienkiewicz, sowie Comics zu historischen und aktuellen Ereignissen, wie zum Jubiläum der Solidarność-Bewegung, erfreuen sich großer Beliebtheit. Auf letztere hat sich besonders der Verlag Zin Zin Press spezialisiert, der auch international mit tschechischen und baltischen Comickünstlern zusammenarbeitet.
Einige der gegenwärtig beliebtesten Comicserien sind Jeż Jerzy von Rafał Skarżycki und Tomasz Lew Leśniak, die für das Kino als Animationsfilm verfilmt wurde, sowie Pierwsza Brygada von Tobiasz Piątkowski und Krzysztof Janicz. Populär und wegweisend ist zudem die Arbeit von Comickünstlerin Agata Nowicka, die Comics und Illustrationen mit dem Programm Paint entwickelt. Seit Ende der 1990er kann man zudem auch verstärkt japanische Mangas und koreanische Manhwas in Polen vorfinden. Wie in Deutschland, haben sich auch in Polen einige speziell dafür gegründete Verlage auf dem Markt gefunden, die lediglich Veröffentlichungen aus Asien anbieten.